# Cistogaster dominica
Cistogaster dominica är en tvåvingeart som beskrevs av Charles Howard Curran 1927. Cistogaster dominica ingår i släktet Cistogaster och familjen parasitflugor. Inga underarter finns listade i Catalogue of Life.